# Euston station
Euston station är en järnvägsstation i centrala London. Tåg avgår från denna station till bland annat Liverpool. Under stationen finns en tunnelbanestation som trafikeras av Northern lines båda grenar från 1907 samt av Victoria line från 1968. Euston betjänas också av tunnelbanestationen Euston Square på Metropolitan-, Circle- och Hammersmith & City-linjerna från 1863.

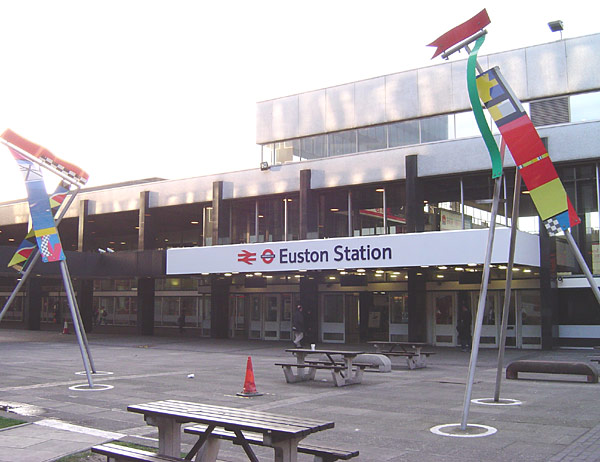
Huvudentrén till Euston station
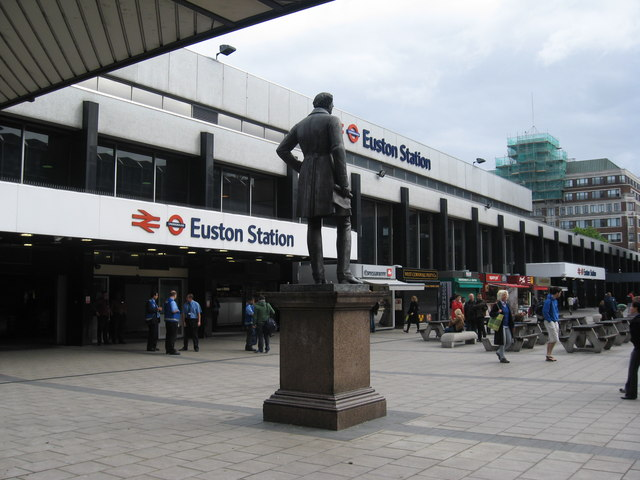
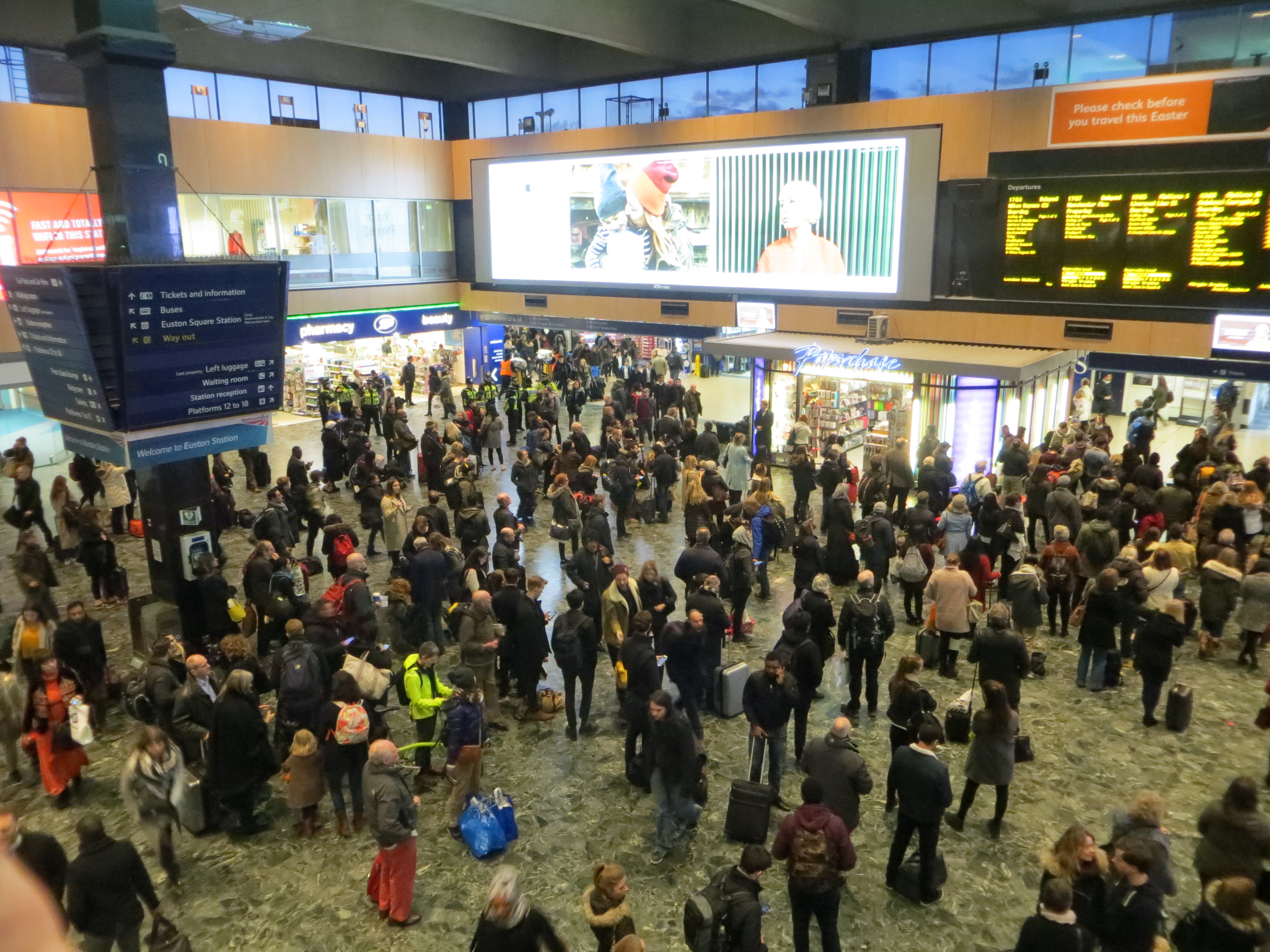
Vänthall
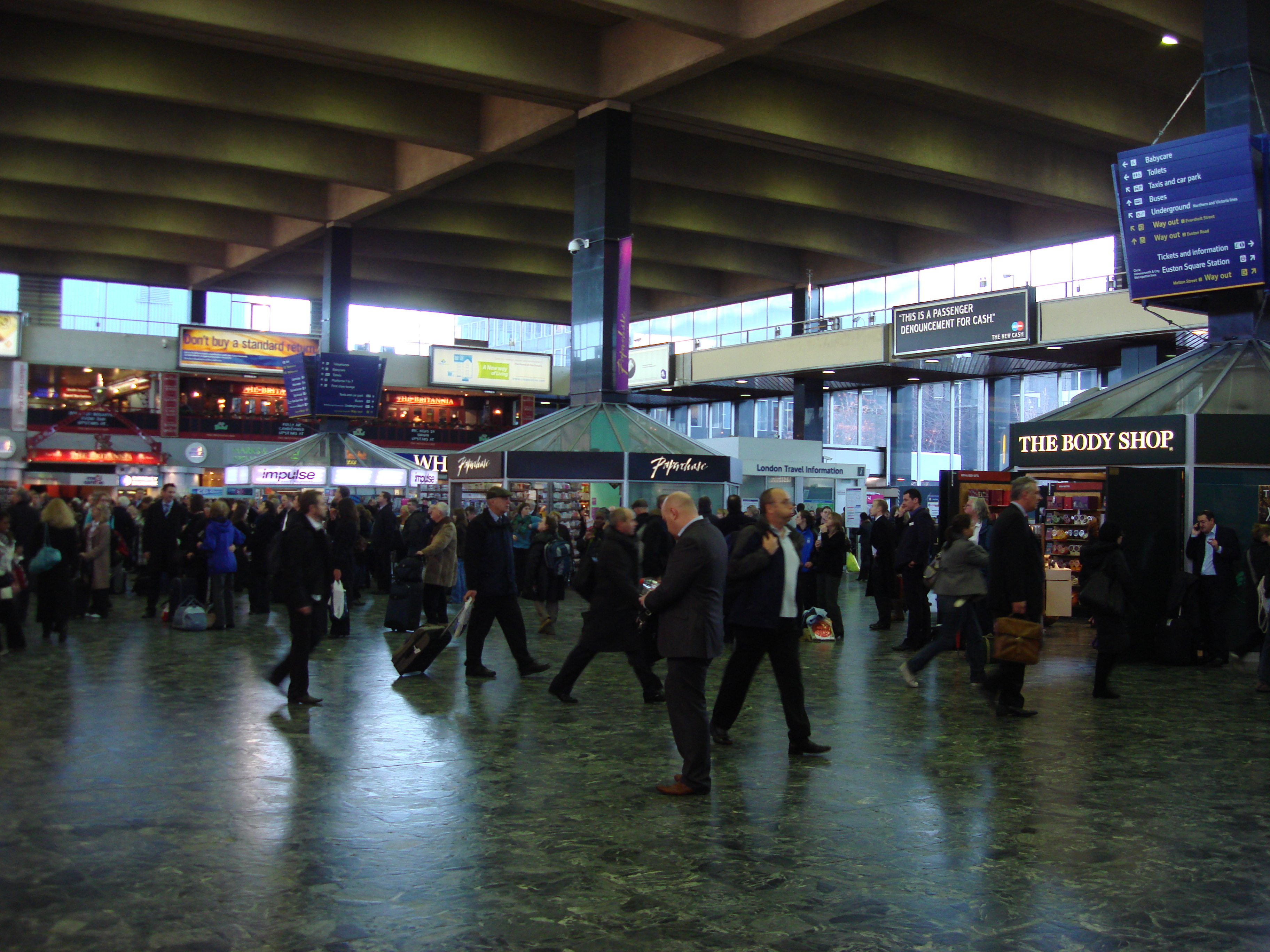
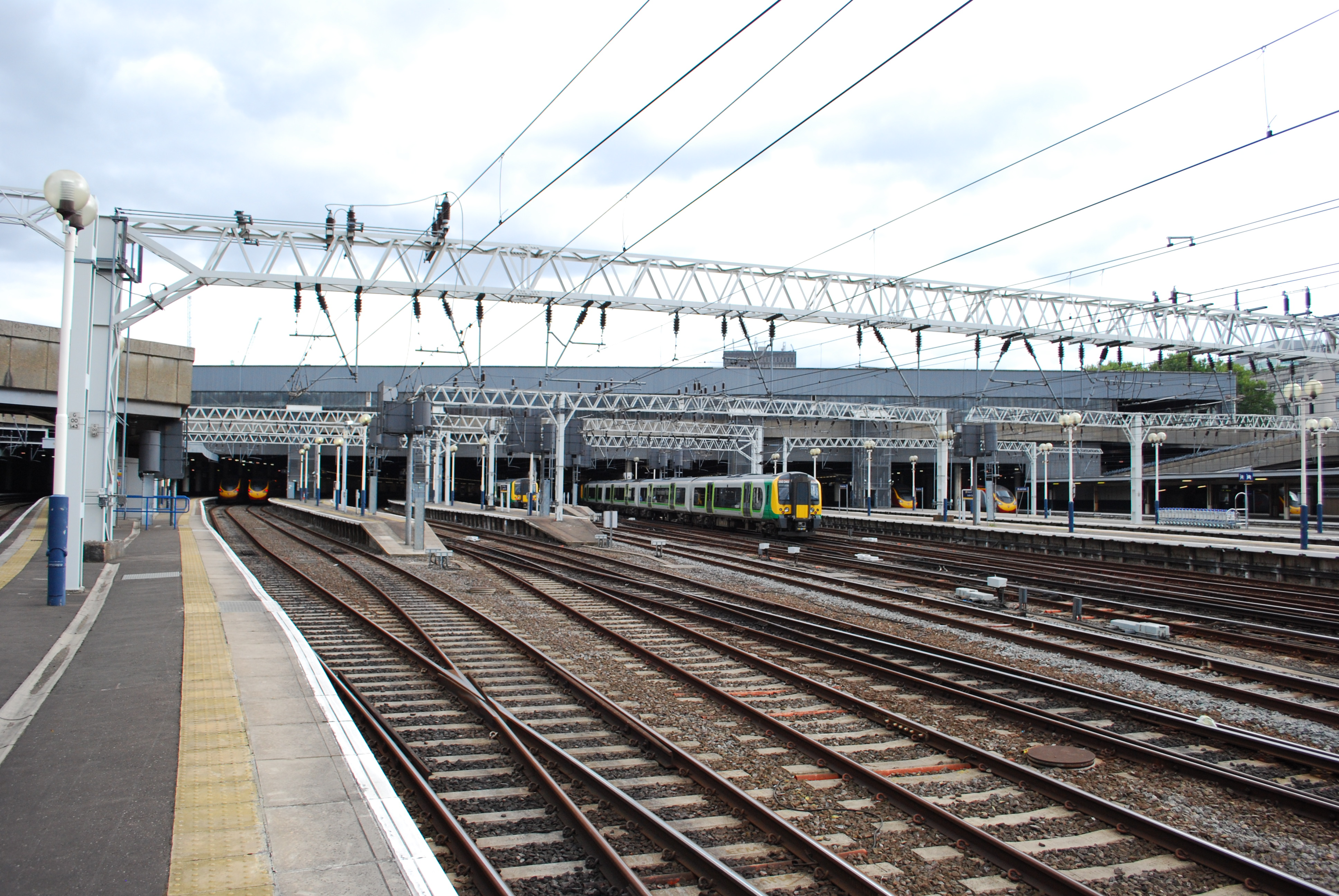
Järnvägsspår
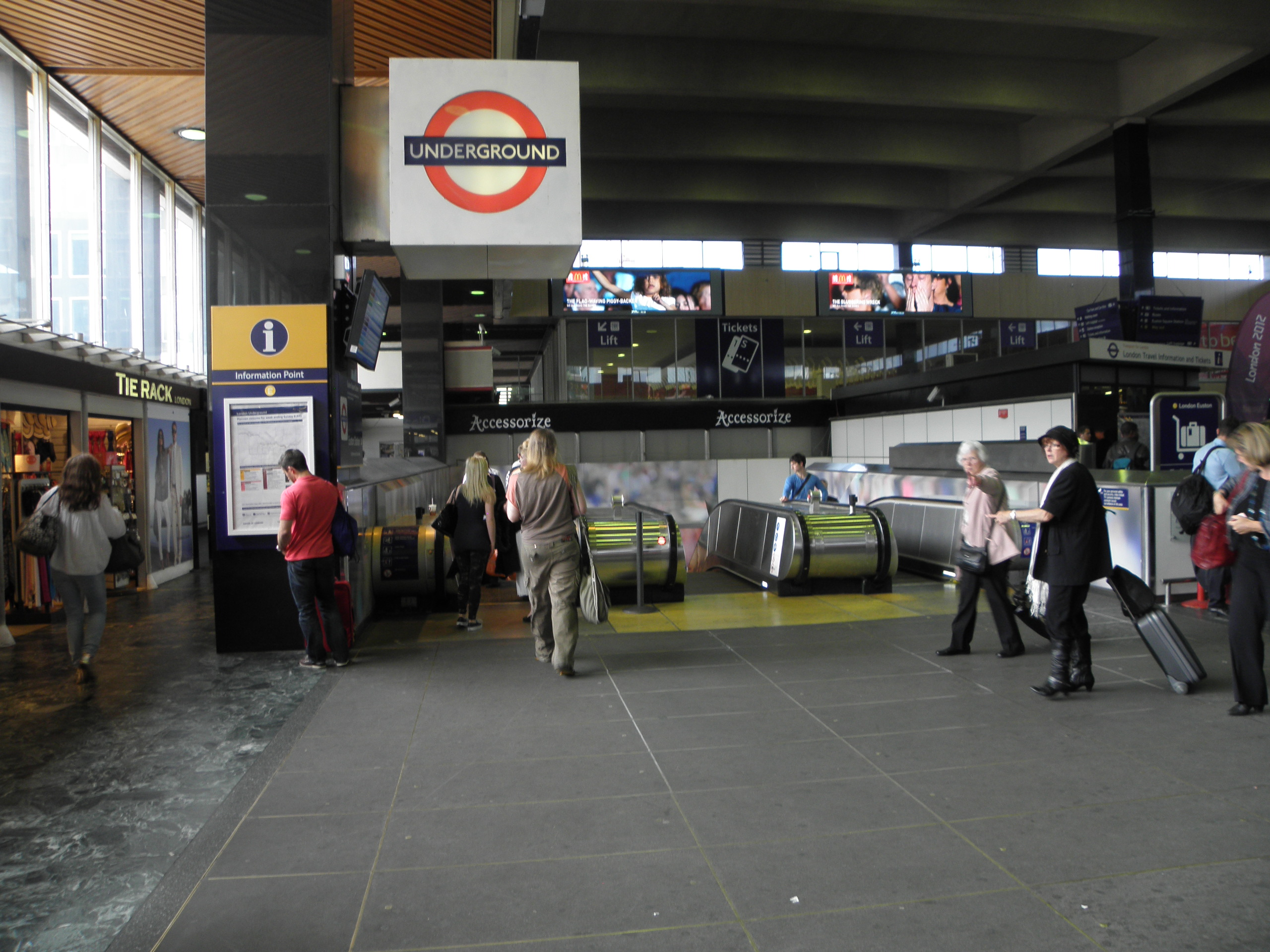
Nedgång till Underground
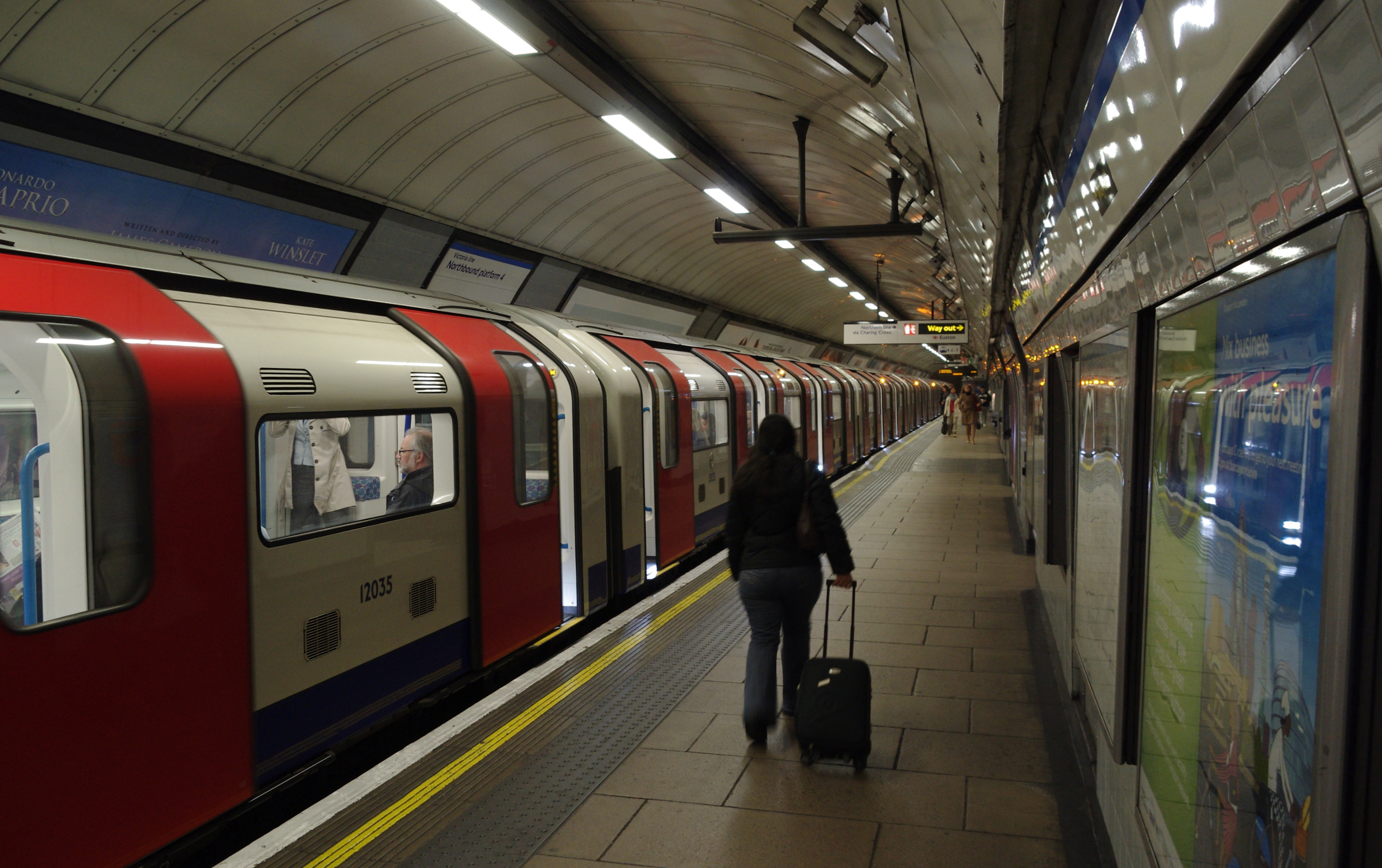
Victoria Line, Underground
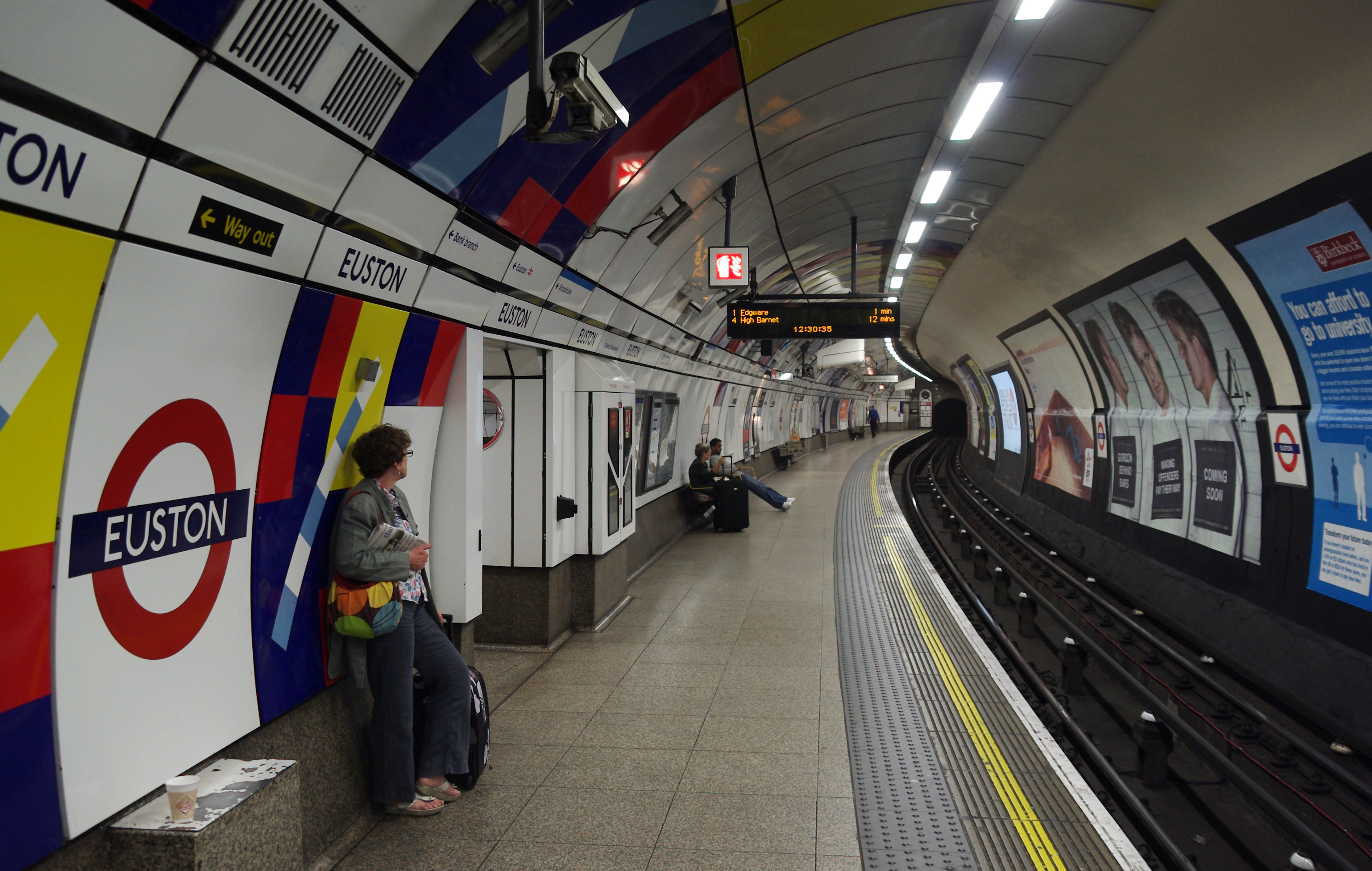
Northern Line, Underground
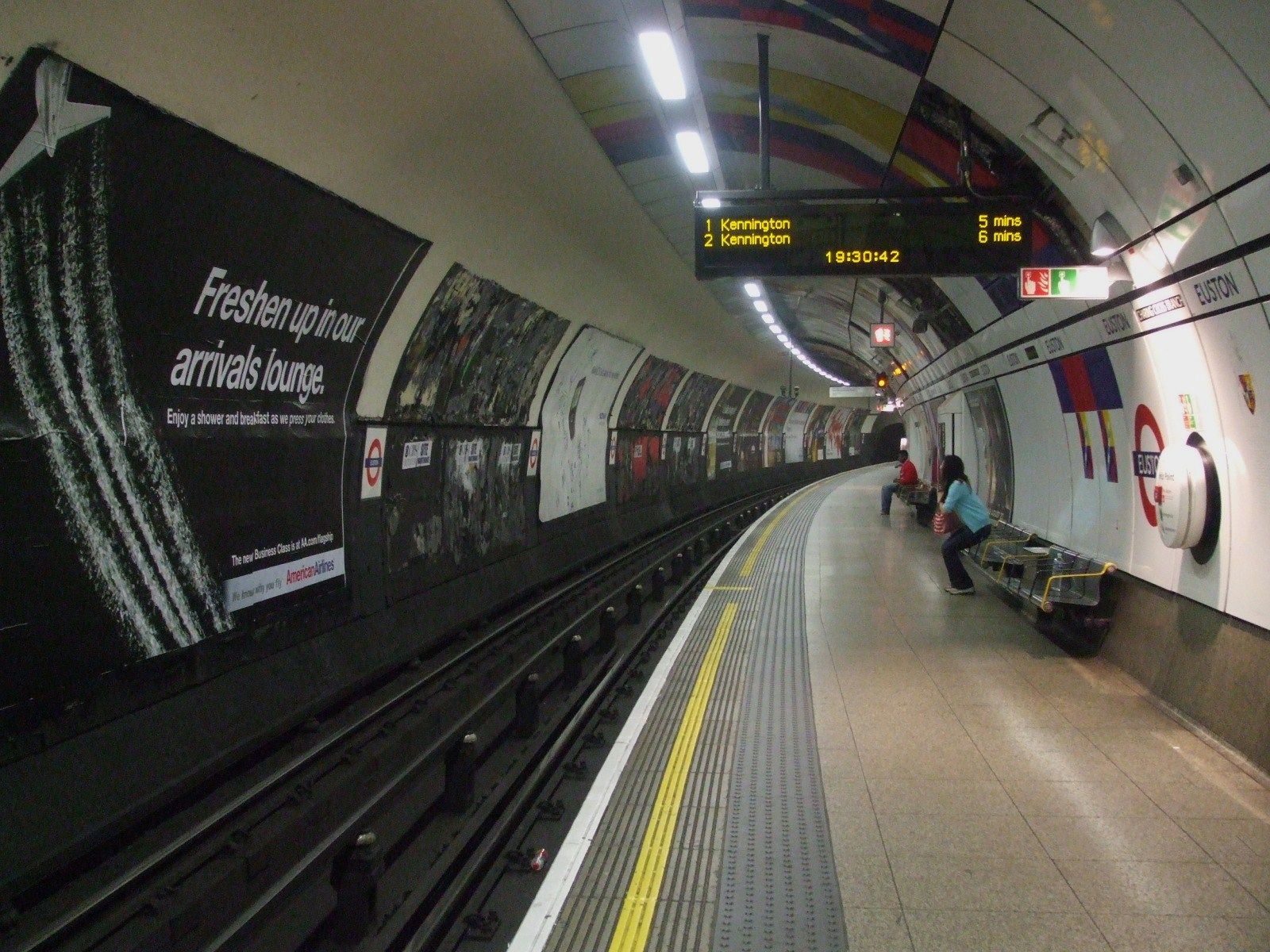
Northern Line perrong mot söder via Charing Kross
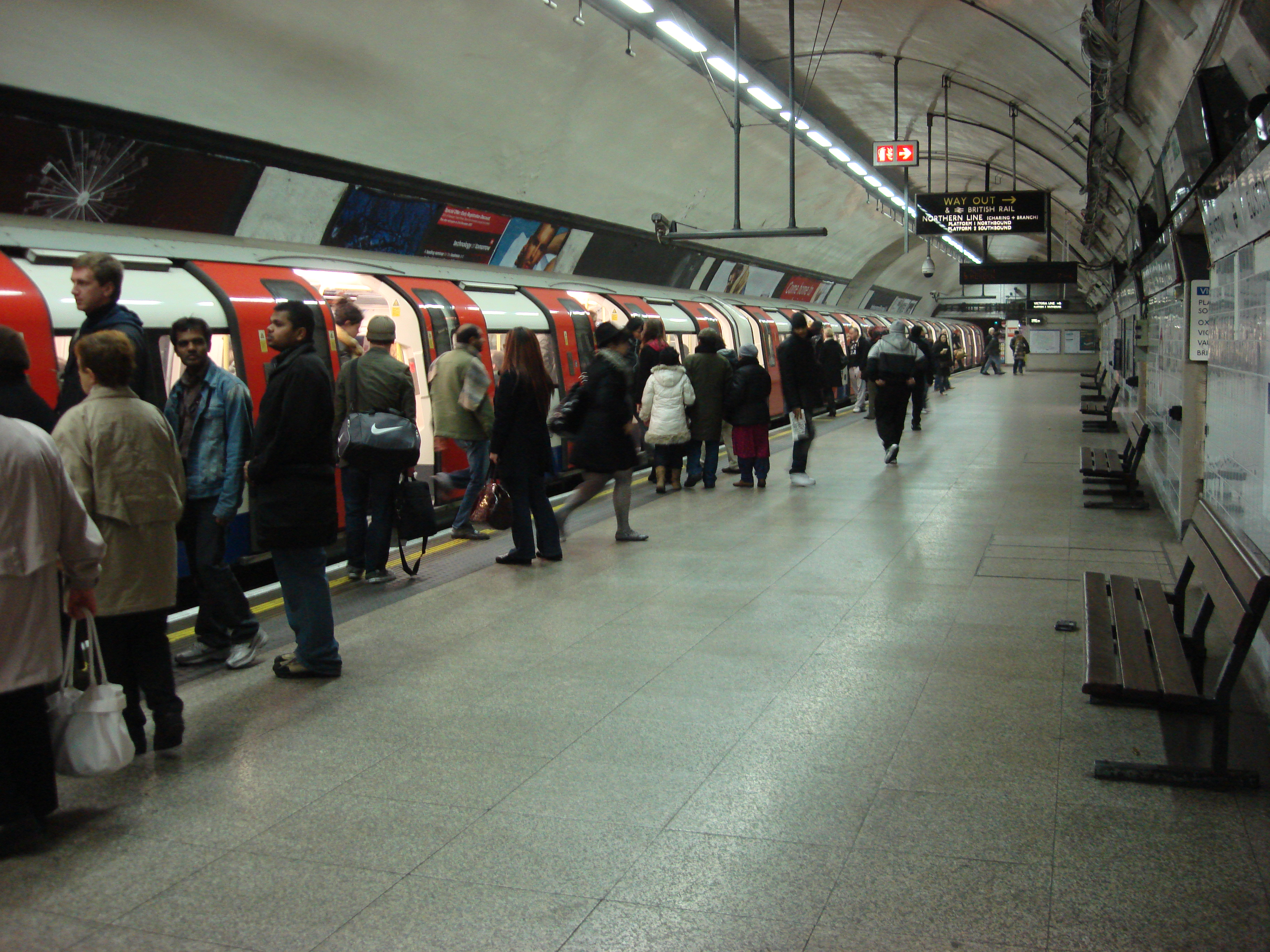
Northern Line perrong mot söder via Bank